# 金绿宝石
金绿宝石（英語：Chrysoberyl）是一种铍铝氧化物宝石，主要化学成分是铍的铝酸盐，化学式为BeAl2O4，主要产于花岗岩、细晶岩和云母岩中，也作为碎屑矿物见于砂砾层中。“金绿宝石”这一名字源自希腊语，是“金黄色绿柱石”的意思，但今日说到金黄色绿柱石则指的是金黄色的绿柱石。
金绿宝石一般具有玻璃光泽到亚金刚光泽，颜色为黄到绿色，具有三色性。其中的黄色来源于铁离子，而其中含有的微量元素如铬和钛会引起特殊的光学效应，其中具有变色效应的金绿宝石称为变石；具有猫眼效应的金绿宝石称为猫眼；同时具有变色和猫眼效应的称为猫眼变石，两者都不具备的，则直接使用金绿宝石这一名称。

## 结构与产生
金绿宝石属斜方晶系也称正交晶系 氧离子成六方紧密堆积，铍离子位于四面体配位中心，铝离子位于八面体配位中心。在常见的自然界宝石中，金绿宝石的硬度排在第三，达到8.5，在刚玉（9）和黄玉（8）之间。金绿宝石的一个特征是环状孪晶或轮状三晶，所以多具有从不同方向观察颜色不同的三色性。
金绿宝石是伟晶岩成岩过程的产物。地壳的熔化形成了低密度的熔岩，会从地面喷发出来。当熔岩凝固时，水的含量有所增高。当熔岩中的伟晶矿物中的铍和铝物质遇到周围矿物时，会在伟晶岩中与超基性岩的接触带中形成金绿宝石。所形成的坚硬致密的金绿宝石可以耐化学腐蚀，随着风化，原岩矿中的金绿宝石可转入残坡积砂矿中。由于铍和铬一般不会同时出现在矿石中，所以变石—其变色效应来源于铬—较为少见。

## 主要品种

### 变石

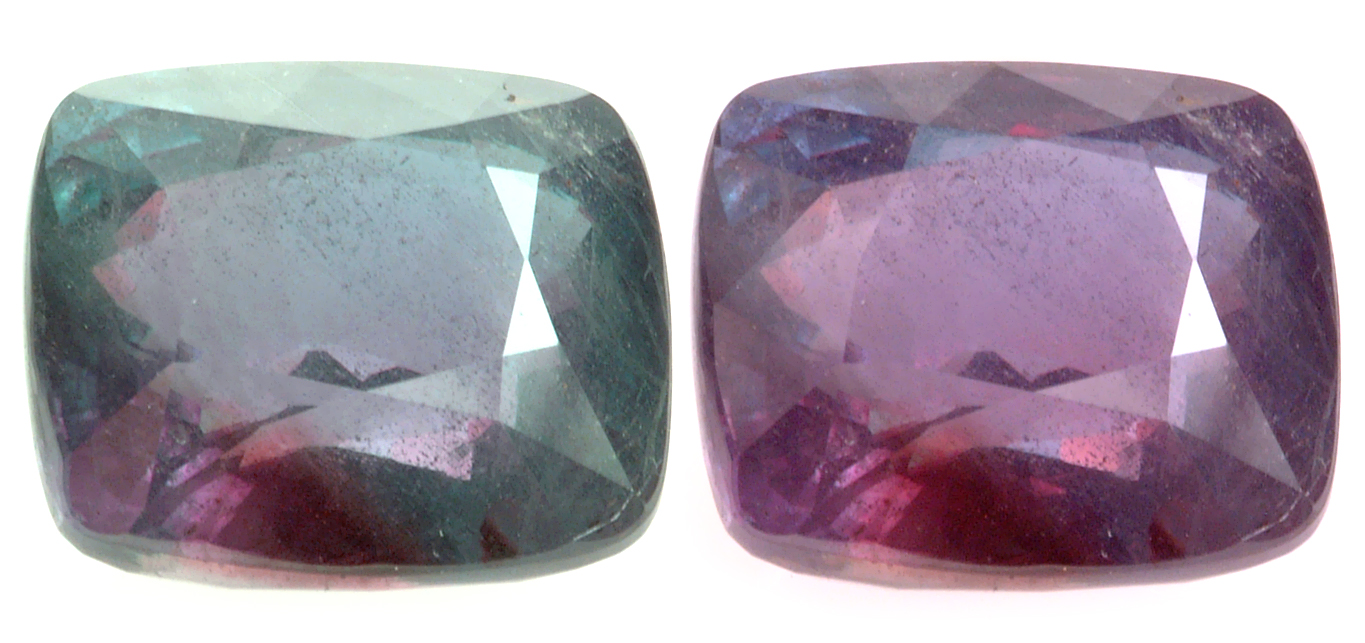
重达26.75克拉的变石，左为日光下颜色，右为烛光下颜色

变石在日光（蓝绿光部分居多）下呈现绿色到蓝绿色，在白炽灯（红光成分偏多）下呈现红色到紫红色，因此也被称为“白昼的祖母绿、夜晚的红宝石”。变石颜色改变的原因是因为它的机构中存在铬离子，这使得它对光谱中黄色部分的一个狭窄带（595nm-543nm）有很强的吸收，而导致蓝绿色和红色波长的光可以穿过金绿宝石。极少数情况下，变石也具有猫眼特性，称为变石猫眼，非常珍贵。
变石又称亚历山大石，按照流行的说法，亚历山大石是芬兰矿物学家尼尔斯·古斯塔夫·诺登斯基尔德（Nils Gustaf Nordenskiöld，1792–1866）于1830年发现的，诺登斯基尔德是在检查一块新发现的矿物时发现，他最早将其视作祖母绿。 这块宝石被献给王储（后来的沙皇亚历山大二世）做生日礼物，而被命名为亚历山大石。变石多产于俄罗斯、巴西、斯里兰卡和津巴布韦，由于产量无法满足需求，使用助熔、晶体提拉等方法合成变石的技术正在发展。

### 猫眼

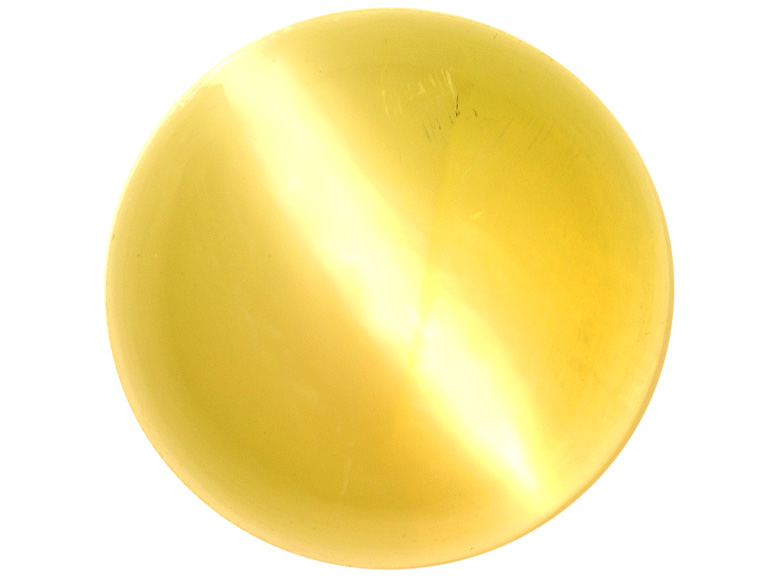
猫眼

猫眼效应指的是当把宝石加工成弧面形琢型后，在其弧面上出现一条明亮并具有一定游动性（闪光或活光）的光带，宛如猫眯眼时形成的细线。需注意的是，在中國大陸只有具备猫眼特性的金绿宝石可以直接简称为猫眼，而其它宝石如月光石中具有猫眼特性的，需注明矿物名称，如月光石猫眼、矽线石猫眼。
金绿宝石会有猫眼效应是因为金绿宝石晶体中含有大量平行分布的针状或丝状的金红石（化学成分为二氧化钛）包裹体，发生对光的定向反射，其亮线或称眼线以细长、标准、清晰、明亮、灵活为佳。猫眼多呈黄色、褐黄色、褐色等，以蜜黄色为最佳，其次是葵花黄色。猫眼的价值一直很高，19世纪末阿瑟王子用猫眼装饰他的求婚戒指，使得猫眼更加流行于上流社会，需要量的提高也增加了猫眼主产地锡兰（今斯里兰卡）的压力。